# Matthijs Büchli
Matthijs Büchli (ur. 13 grudnia 1992 w Haarlemie) – holenderski kolarz torowy, dwukrotny medalista olimpijski i wielokrotny medalista mistrzostw świata.

## Kariera
Pierwszy sukces w karierze Matthijs Büchli osiągnął w 2007 roku, kiedy został mistrzem kraju w omnium w kategorii juniorów. Rok później zwyciężył w sprincie i wyścigu na 1 km, a w 2012 roku został mistrzem Holandii seniorów w sprincie indywidualnym. W 2013 roku wystąpił na mistrzostwach świata w Mińsku, gdzie rywalizację w keirinie ukończył na trzeciej pozycji. W zawodach tych wyprzedzili go jedynie Brytyjczyk Jason Kenny oraz Niemiec Maximilian Levy. Wynik ten powtórzył na mistrzostwach świata w Cali w 2014 roku, gdzie lepsi byli tylko Francuz François Pervis oraz Kolumbijczyk Fabián Puerta. Kolejny medal wywalczył podczas mistrzostw świata w Londynie w 2016 roku, gdzie razem z kolegami z reprezentacji zajął drugie miejsce w sprincie drużynowym. W tej samej konkurencji zdobywał następnie srebro na MŚ w Hongkongu (2017) i złoto podczas MŚ w Apeldoorn (2018), MŚ w Pruszkowie (2019) i MŚ w Berlinie (2020). W 2019 roku zdobył także złoto w keirinie, wyprzedzając Japończyka Yudai Nittę i Niemca Stefana Böttichera.
Wystartował na igrzyskach olimpijskich w Rio de Janeiro w 2016 roku, zdobywając srebrny medal w keirinie. Rozdzielił tam Jasona Kenny'ego i Azizulhasniego Awanga z Malezji. Był też szósty w sprincie drużynowym. Podczas igrzysk olimpijskich w Tokio razem z kolegami z reprezentacji zwyciężył w sprincie drużynowym, a w keirinie był dziewiętnasty.